# Carbon copy
 For alternative betydninger, se CC.
Carbon copy (i daglig tale CC) anvendes, når man vil sende en kopi af en e-mail til en person, der ikke er direkte modtager. CC-standarden understøttes af så godt som alle emailprogrammer. I programmer oversat til dansk kaldes det undertiden "emailkopi".
Man kan eksempelvis benytte CC, når man svarer på en mail til person A og ønsker, at person B også skal orienteres.
Udtrykket er hentet fra brugen af karbonpapir, som er et stykke papir med kulbelægning, der lægges mellem to stykker almindeligt papir. Når der skrives på det øverste stykke papir, trykkes skriften på det nederste, hvorved der opstår en karbonkopi.